# Røde ører
|  | Denne artikel er oprettet af botten PalnaBot ud fra en ekstern database. Den kan derfor have sproglige fejl eller mangler. Denne skabelon kan fjernes efter kontrol af indholdet. |

Røde ører er en børnefilm instrueret af Karsten Mungo Madsen efter manuskript af Niels Lund.

## Handling
Otteårige Herman er en helt almindelig dreng, der går i fritidsklub og fantaserer om superhelte. Han er blevet forelsket i Britta, men han tør ikke sige noget til hende. "Røde ører" handler om Hermans forsøg på at komme til at tale med Britta - og om superhelten Overman, som prøver at hjælpe, men som mest er til besvær.